# Никола Димитров (футболист, р. 1939)
Вижте пояснителната страница за други личности с името Никола Димитров.
Никола Димитров (5 ноември 1939 г. – 9 декември 2016 г.) е бивш български футболист, нападател. Действа основно на позицията ляво крило. Играл е за Ботев (Бургас), Черно море (Варна) и Спартак (Варна). Има 1 мач за националния отбор. По-малък брат на Георги Димитров – Червения.

## Кариера
Димитров започва кариерата си в Ботев (Бургас). На 19-годишна възраст преминава в Черно море. Между 1959 г. и 1970 г. записва за „моряците“ 232 мача с 63 гола в А група, както и 22 мача с 9 гола в Б група. На 3-то място по голове в елитното първенство в историята на клуба. На 31-годишна възраст преминава в Спартак (Варна), където приключва състезателната си кариера през 1973 г. След това работи като офицер в МВР.